# Australia Zoo

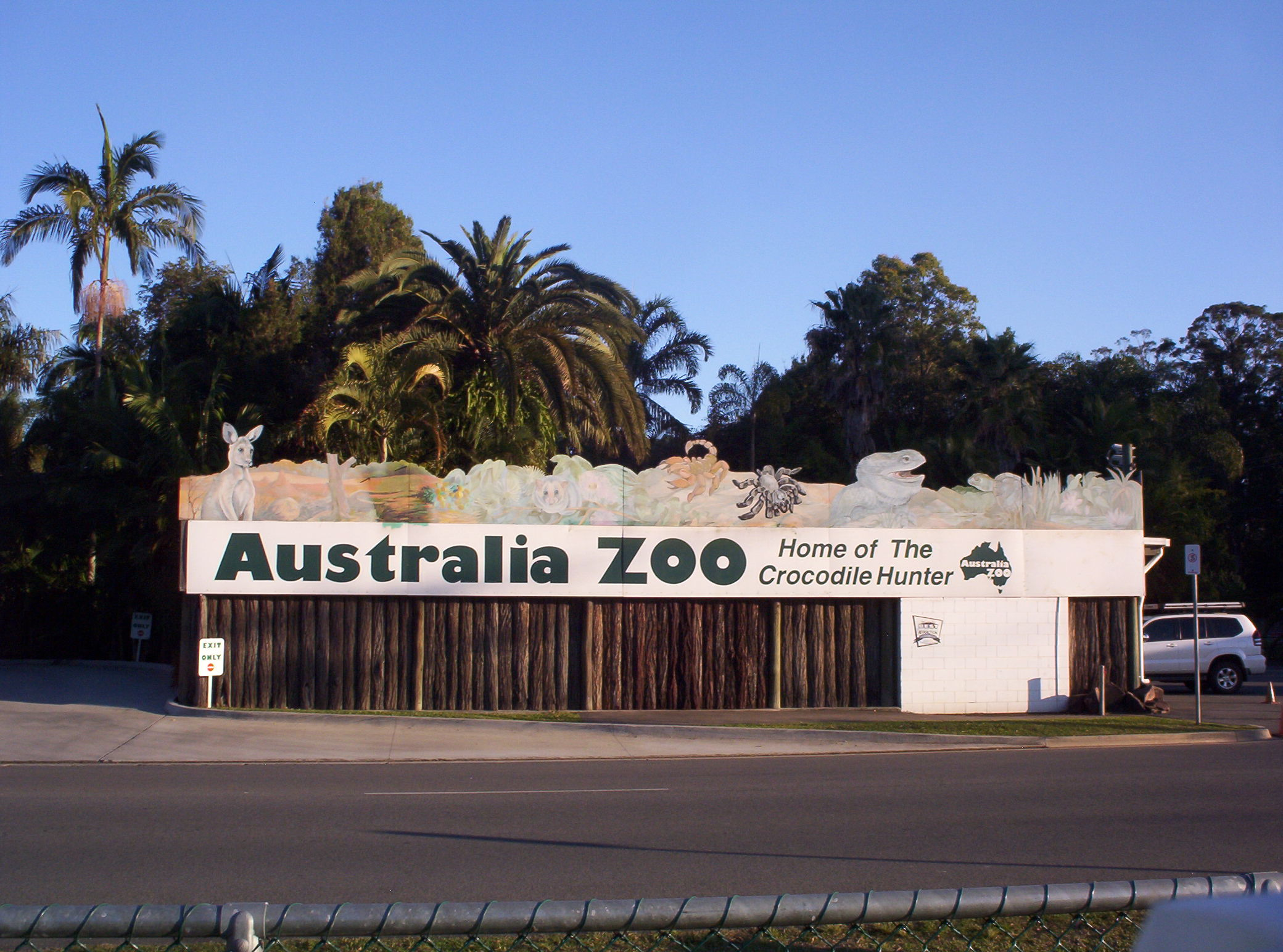
Australia Zoo – Dom Łowcy Krokodyli

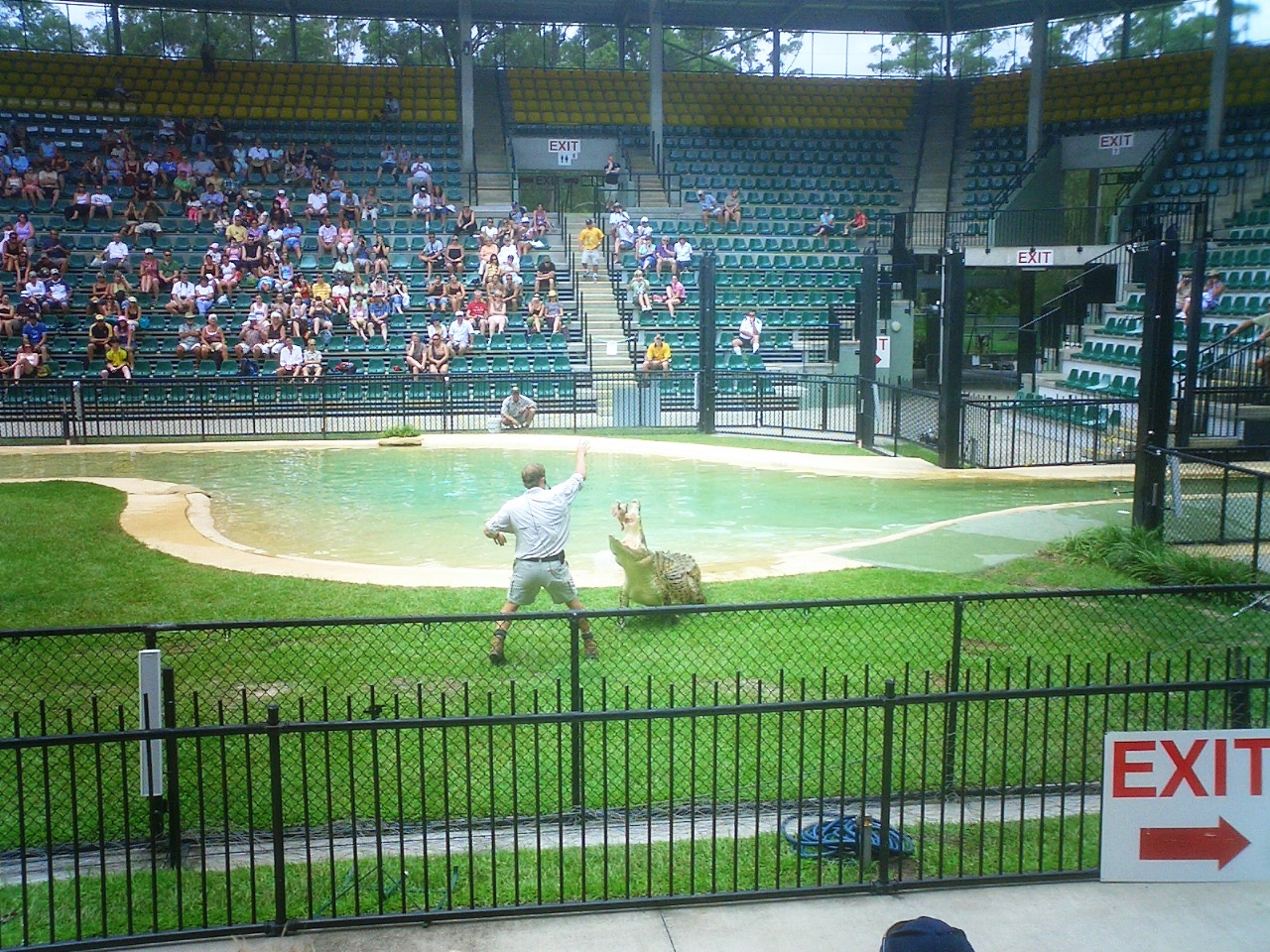
Crocoseum

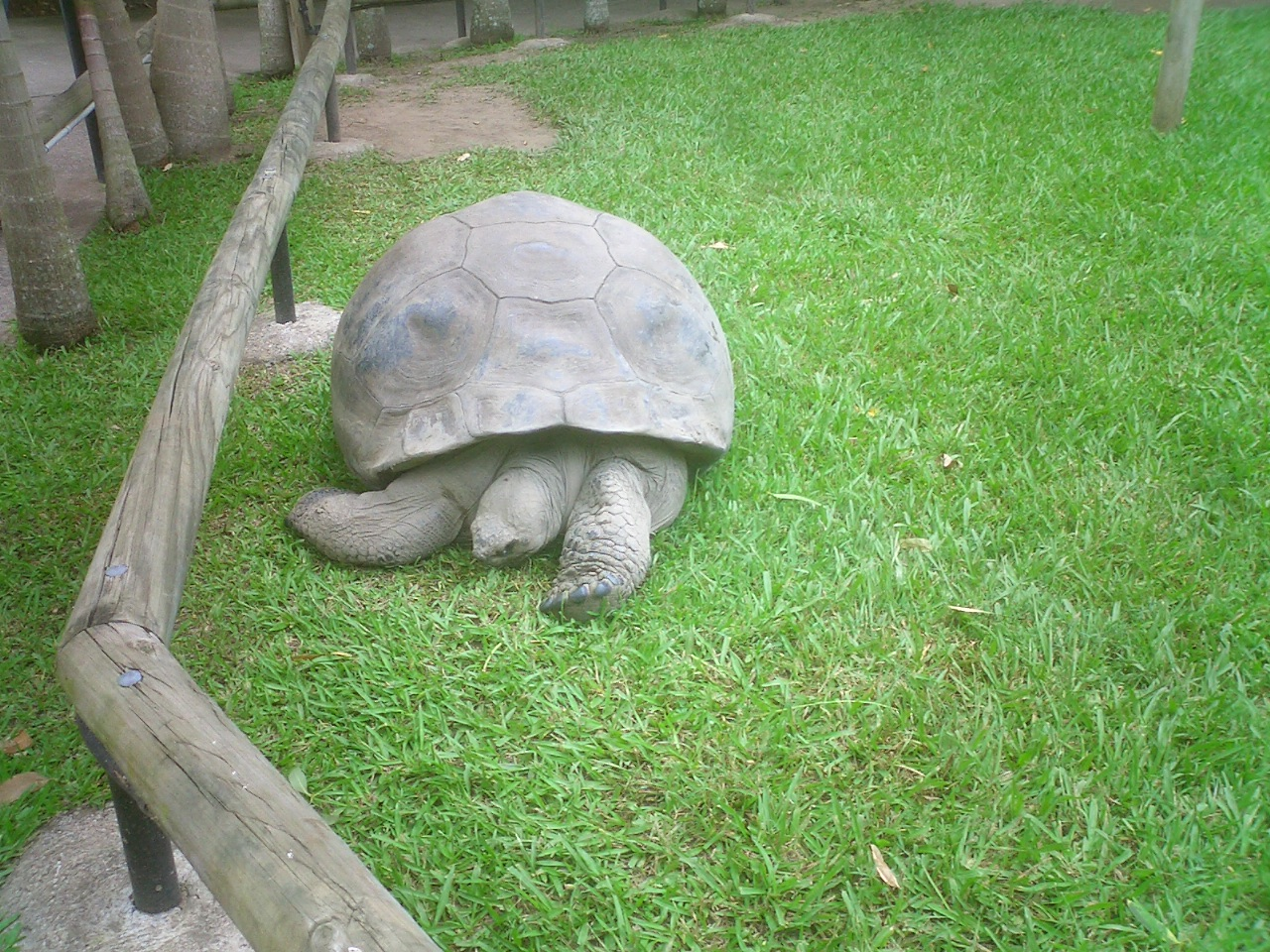
Harriet

Australia Zoo, zwane Domem Łowcy Krokodyli – ogród zoologiczny znajdujący się w Sunshine Coast w południowo-wschodniej części stanu Queensland.
Australia Zoo należy do najsławniejszych na świecie, z powodu bogatej kolekcji gadów, pokazów na żywo z krokodylami oraz realizacji wielu odcinków serialu dokumentalnego Łowca krokodyli. Obecnie jest własnością Terri Irwin, wdowy po prowadzącym program.
Zostało zaliczone do najważniejszych atrakcji turystycznych na kontynencie, wygrywając miano najlepszej w konkursie Australian Tourism Awards 2003–2004.
Większa część pozostałych okazów, to gatunki typowo australijskie, np. koale, wombaty, diabły tasmańskie. Z innych części świata, m.in. słonie, tygrysy, gepardy, warany z Komodo. Zmarła 23 czerwca 2006 żółwica z Galapagos Harriet była najstarszym żółwiem, którego wiek został dobrze udokumentowany. Należała do ulubionych zwierząt Steve'a Irwina.

## Historia
Zostało założone przez Lynn i Boba Irwinów w 1970 pod nazwą Park Gadów Beerwah. Bob Irwin jest sławnym herpetologiem, pionierem ratowania i hodowli gadów, a Lynn Irwin była działaczką na rzecz ochrony zniszczonej przyrody w tej części kraju.
Przekazali miłość do zwierząt swoim dzieciom. Steve Irwin pomagał przenosić lub chwytać te, które stanowiły zagrożenie, bądź budziły niechęć ludzi. Tak powiększała się kolekcja Parku.
Dekadę później nazwę zmieniono na Park Gadów i Fauny Stanu Queensland. Po zakupie czterech akrów, jego powierzchnia podwoiła się. W 1987 Crocodile Environmental Park rozpoczął program ochrony krokodyla różańcowego. Popularność wzmogły pokazy na żywo z karmienia krokodyli.
W 1991 Steve Irwin został jego dyrektorem. Rok później nazwę zmieniono na Australia Zoo. Aktualnie Zoo opiekuje się ponad tysiącem zwierząt i zatrudnia 550 pracowników.

## Rozwój
Zoo powiększyło się o 72 akry. Planowane jest 500. Pojawiła się konieczność małych autobusów Prom Safari Steve'a. Znajduje się tutaj stadion o pojemności ok. 5.000 miejsc nazwany Animal Planet Crocoseum, na którym odbywają się pokazy karmienia krokodyli i innych groźnych zwierząt. Możliwy jest udział publiczności przy mniej niebezpiecznych pokazach.
Wybieg dla kangurów, na których można spotkać koale. Kliniki ratunkowa dla zwierząt rannych spoza Zoo.
26 grudnia 2006 otwarto wybieg dla słoni, wciąż udoskonalany. Budowana jest sztuczna wyspa dla typowo wyspiarskich zwierząt jak żółwie, lemury. Planowana jest budowa sekcji dla Azji południowo-wschodniej (orangutany, warany z Komodo).

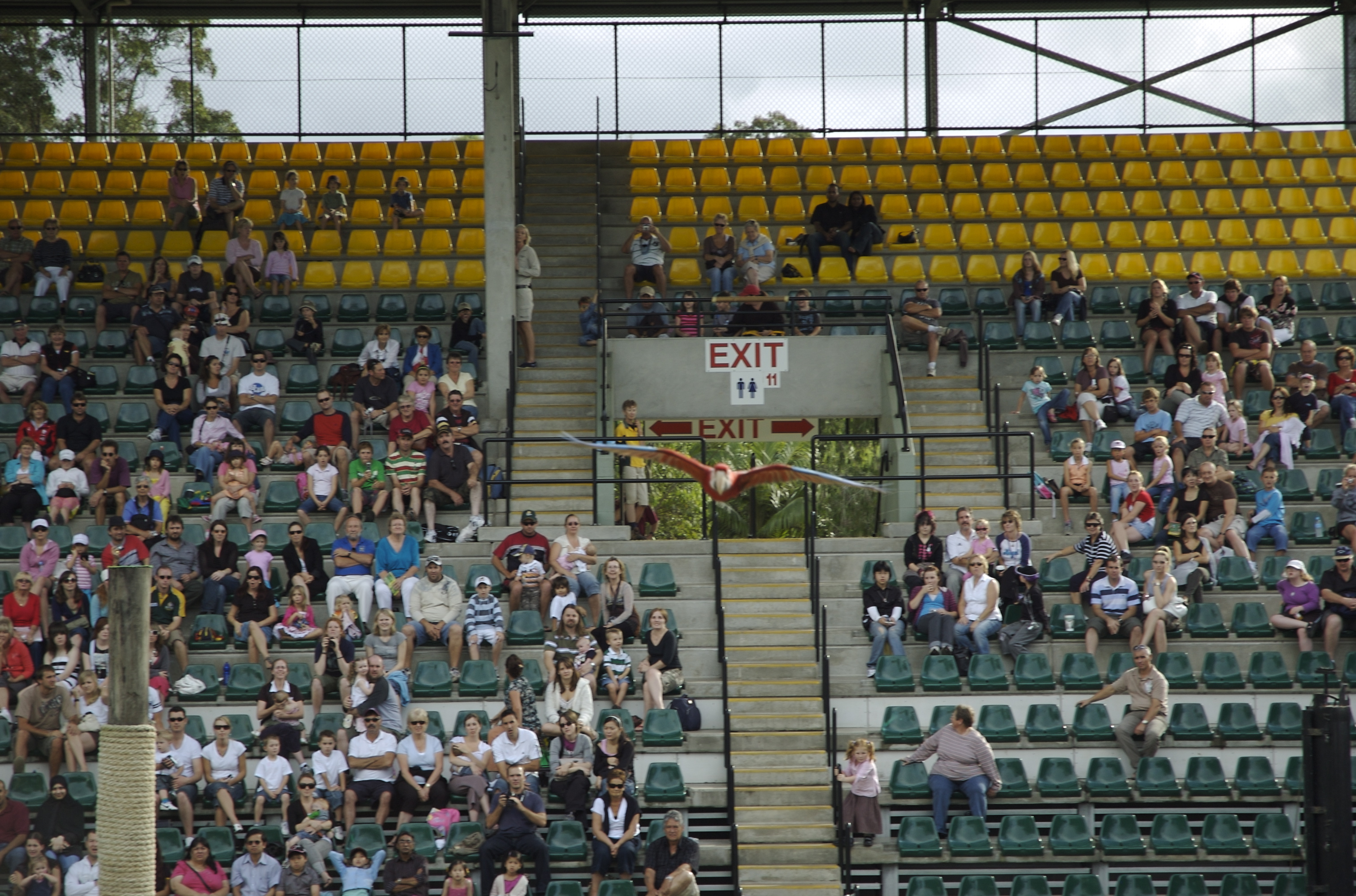
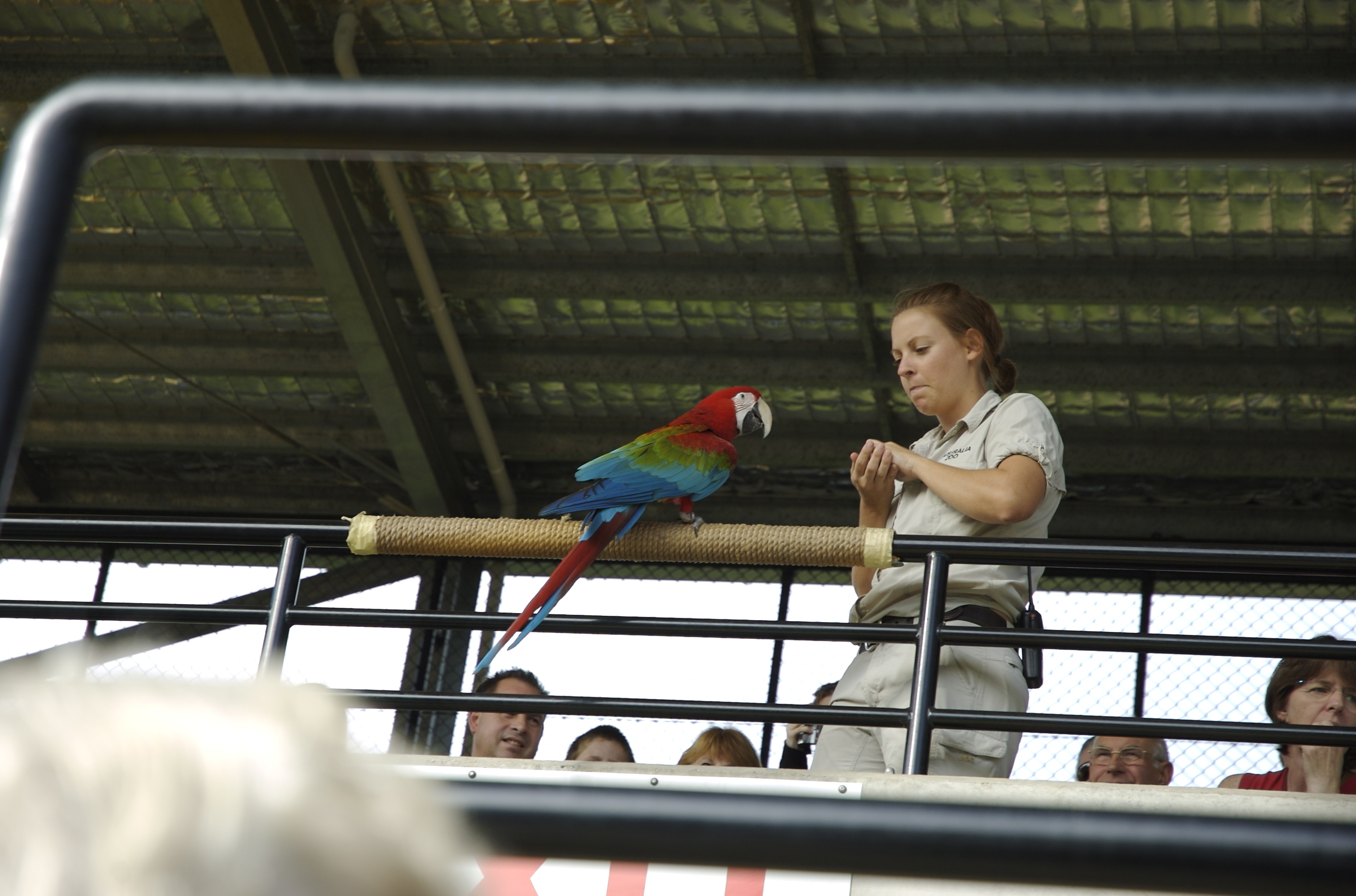
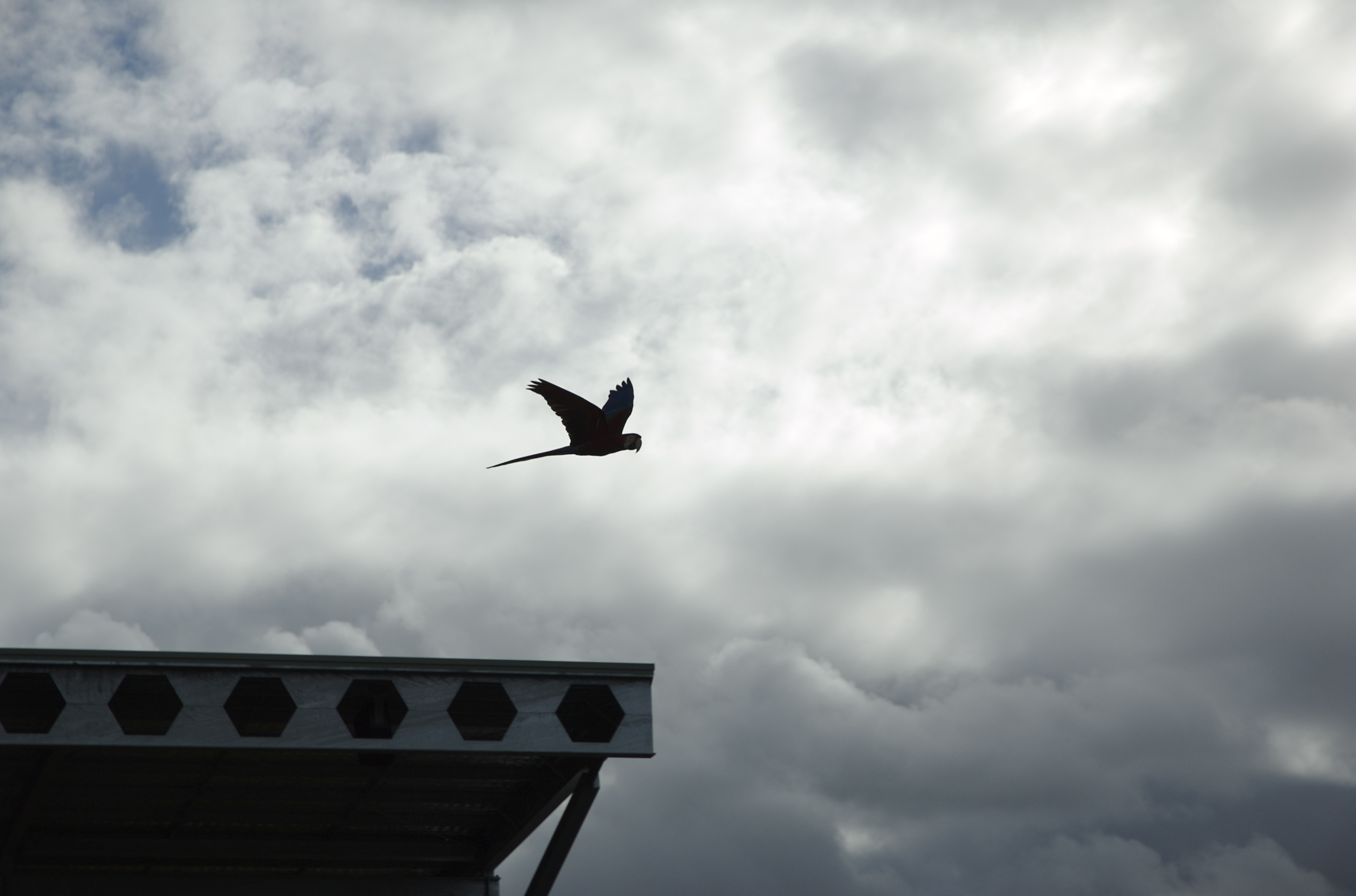
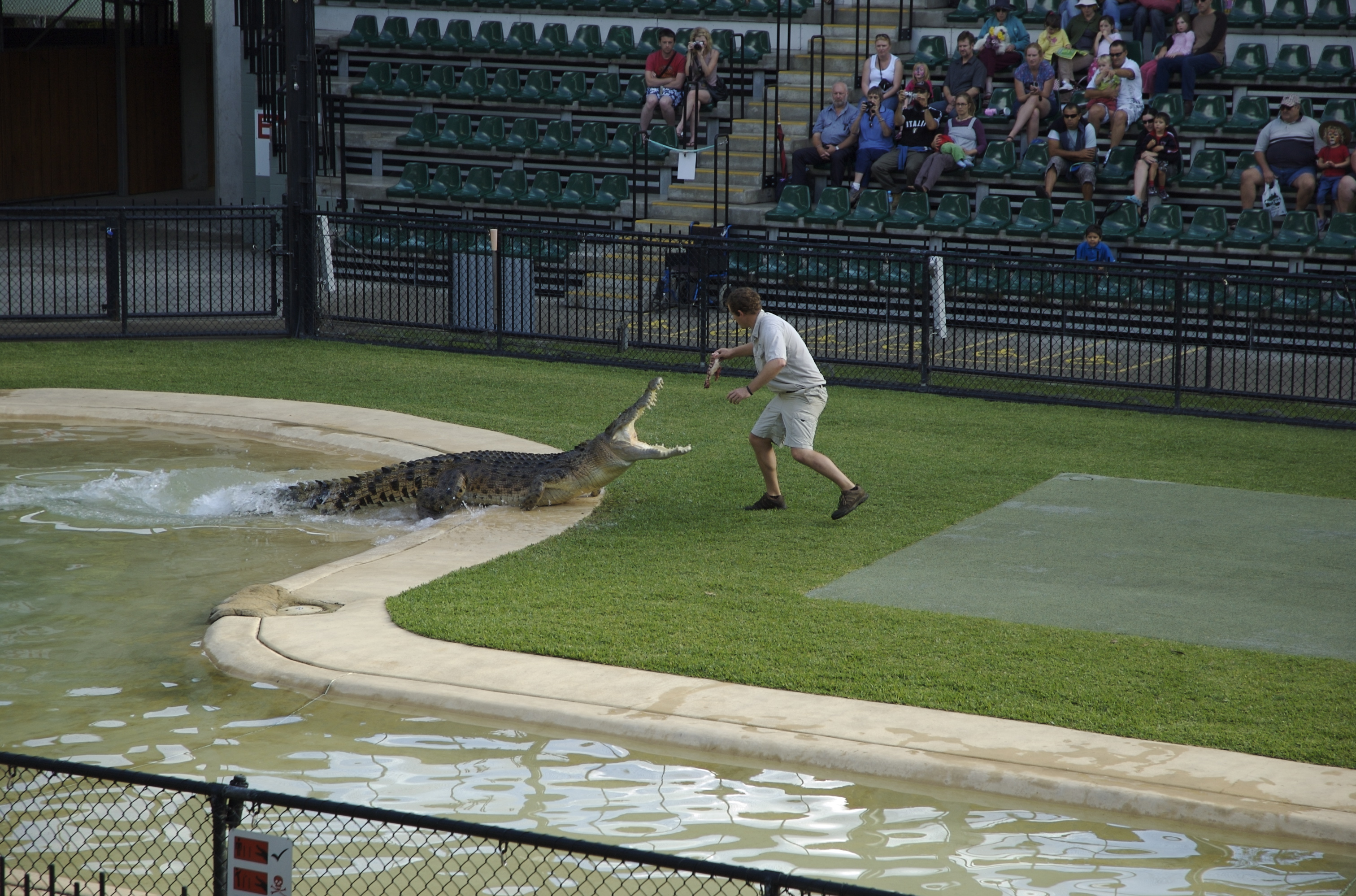